# Gannicus
Gannicus (ou Cannicius dans le récit de Plutarque) est un gladiateur et un esclave rebelle romain du Ier siècle av. J.-C. mentionné dans les récits de la Troisième Guerre servile (ou guerre de Spartacus).

## Biographie
Gannicus participa à la Troisième Guerre servile. Les sources ne permettent pas de savoir s'il faisait partie du groupe de gladiateurs qui s'était échappé du ludus de Lentulus Batiatus en 73 av. J.-C..
Après avoir quitté Spartacus pour tenter de s’échapper vers les montagnes à l’est de Petelia en compagnie d'un certain Castus, Gannicus mourut lors d'un affrontement contre l'armée de Crassus en 71 av. J.-C. à la tête d'un groupe de 12 500 hommes, s'il faut en croire Plutarque, 35 000 selon Tite-Live, dont les chiffres sont repris par Frontin. Lors de cette bataille, les Romains reprirent cinq aigles et vingt-six étendards.

## Dans la culture populaire
- Gannicus est joué par Paul Telfer dans le téléfilm Spartacus. Il commande la cavalerie rebelle. Il est également décrit comme un Celte.
- Gannicus est interprété par Dustin Clare dans la préquelle de la série télévisée de Starz, Spartacus : Les Dieux de l'arène et les séquelles Spartacus : Vengeance et Spartacus : La Guerre des damnés. Il est dépeint comme un ancien gladiateur de la Maison de Batiatus, qui gagna sa liberté après s'être battu dans l'arène de Capoue. Il revint à Capoue lorsque Crixus, Œnomaüs et Rhaskos furent capturés par Gaius Claudius Glaber et jetés dans l'arène. Plus tard, il devint l'un des lieutenants de Spartacus et se battit à ses côtés en mémoire d'Œnomaeüs. Comme dans la realité historique, il se separe de Spartacus, mais sans Castus et avec l'intention d'attaquer les Romains par derrière dans la bataille finale. Gannicus est capturé et crucifié avec les autres rebelles survivants. Dans la série, Gannicus est dépeint comme un Celte et commande aussi la cavalerie.

## Sources anciennes
- Orosius, Histoires 5.24.1-2
- Appian, Civil Wars 1.116
- Florus, Epitome 2.8.20